# M b v
MBV è il terzo album ufficiale dei My Bloody Valentine. È stato pubblicato nel febbraio 2013, a più di 20 anni di distanza dal suo predecessore, l'acclamatissimo Loveless del 1991.

## Descrizione
MBV è frutto di un lavoro di composizione e registrazione lungo e discontinuo iniziato già nel 1997, poco prima che la band entrasse in una decennale fase di inattività. Le registrazioni ed il mastering sono terminate solo nel dicembre 2012 con la produzione del chitarrista Kevin Shields. Nelle parole di quest'ultimo i nuovi pezzi si avvicinano più al primo album della band (Isn't Anything) che a Loveless. Fra le influenze citate vi sono Brian Wilson dei Beach Boys, e la musica Drum and Bass e Jungle. Dopo la sua uscita l'album ha ricevuto recensioni molto positive dalla critica.

## Tracce
Tutti i pezzi sono composti e prodotti da Kevin Shields.
1. She Found Now – 5:06
2. Only Tomorrow – 6:22
3. Who Sees You – 6:12
4. Is This and Yes – 5:07
5. If I Am – 3:54
6. New You – 4:59
7. In Another Way – 5:31
8. Nothing Is – 3:34
9. Wonder 2 – 5:52

## Formazione
- Kevin Shields – chitarra, voce
- Bilinda Butcher – chitarra, voce
- Colm Ó Cíosóig – batteria
- Debbie Googe – basso